# Heinz Küpper (Politiker)

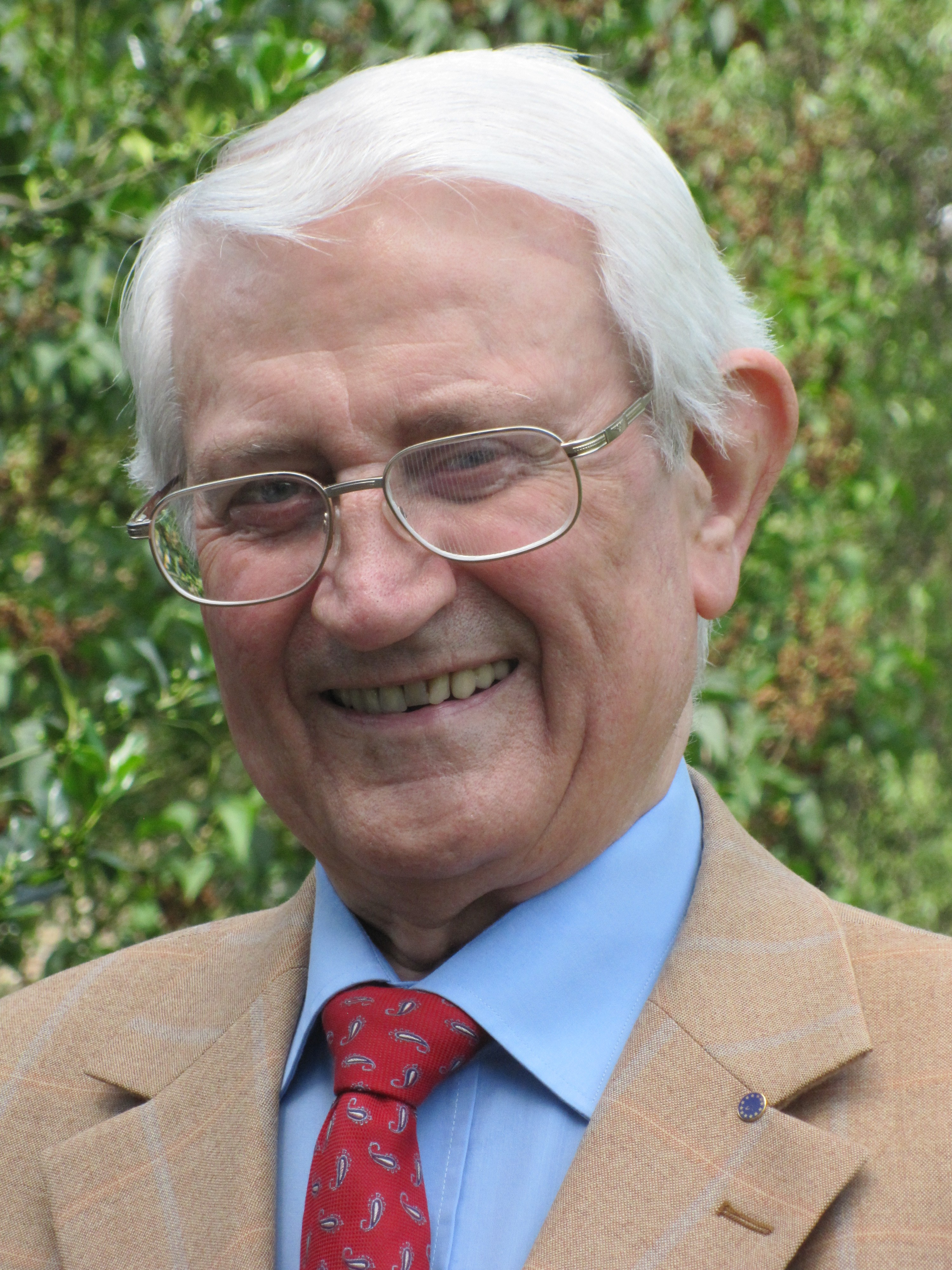
Heinz Küpper (2011)

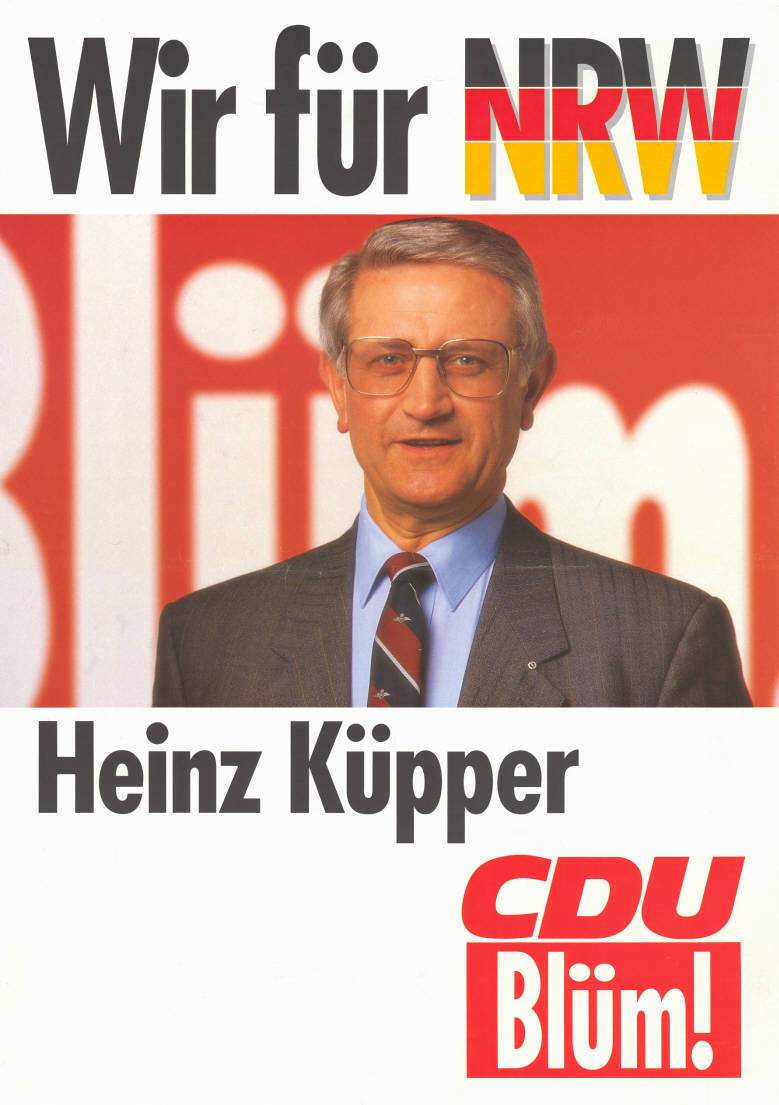
Heinz Küpper auf einem Wahlplakat zur Landtagswahl 1990

Heinz Küpper (* 24. April 1935 in Weilerswist, Kreis Euskirchen; † 21. September 2023 in Brühl (Rheinland)) war ein deutscher Politiker der CDU.

## Ausbildung und Beruf
Heinz Küpper legte 1955 das Abitur am Emil-Fischer-Gymnasium in Euskirchen ab. Im Anschluss studierte er an der Pädagogischen Hochschule in Köln. 1957 legte er die erste Staatsprüfung für das Lehramt an Volksschulen ab, 1962 die zweite Staatsprüfung. Er unterrichtete an mehreren Schulen der heutigen Stadt Erftstadt. Ab 1966 war er Rektor der Adolf Kolping Schule in Lechenich, von 1969 bis 1975 Rektor der Theodor-Heuss-Hauptschule Erftstadt-Lechenich. 

## Politische Tätigkeit bis 1980
Heinz Küpper war seit 1953 Mitglied der CDU. Er begann seine politische Laufbahn in der Jungen Union. Er war Kreisvorsitzender des Kreises Euskirchen und Bezirksvorsitzender der Jungen Union Mittelrhein.
Er war langjähriger CDU-Stadtverbandsvorsitzender in Lechenich bzw. Erftstadt. Von 1964 bis 1974 war Küpper Stadtverordneter in Lechenich beziehungsweise Erftstadt.
Seit 1964 war Küpper Mitglied im Kreisverbandsvorstand Euskirchen. 1974 wurde er stellvertretender Kreisvorsitzender der CDU im Kreis Euskirchen. Mitglied des Kreistages Euskirchen war er ab 1961 und seit 1972 Fraktionsvorsitzender der CDU im Kreistag Euskirchen. 1972 bis 1975 fungierte er als stellvertretender Landrat. Als Vertreter des Kreises Euskirchen war er von 1969 bis 1975 Mitglied der Landschaftsversammlung des Landschaftsverbandes Rheinland.
Heinz Küpper war vom 28. Mai 1975 bis zum 28. Mai 1980 direkt gewähltes Mitglied des 8. Landtages von Nordrhein-Westfalen für den Wahlkreis 010 Euskirchen II.

## Kulturdezernent und Erster Beigeordneter der Stadt Erftstadt
Nach seiner Wahl zum Kulturdezernenten der Stadt Erftstadt am 1. Oktober 1981  bekleidete er dieses Amt vom 1. Januar 1982 und das des Ersten Beigeordneten fast 18 Jahre bis zu seiner Verabschiedung in den Ruhestand zum 30. September 1999.
Er gehörte 1991 zu den Initiatoren der Städtepartnerschaft mit Jelenia Góra und war ein Förderer des regen Kontaktes zwischen den Städten.

## Ruhestand
Heinz Küpper blieb auch im Ruhestand politisch aktiv. Seit 2000 war er Aufsichtsratsvorsitzender der Rhein-Erft-Verkehrsgesellschaft (REVG).
Ebenfalls seit 2000 war er Mitglied des Aufsichtsrates des Regionalverkehrs Köln (RVK). 
Als Kreistagsmitglied des Rhein-Erft-Kreises vertrat er seit der Kreistagswahl im Oktober 1999 den Wahlbezirk Gymnich, Kierdorf, Köttingen und Blessem. 
Er betätigte sich in mehreren Ausschüssen und Gremien, darunter als Mitglied im Präsidium und Hauptausschuss des Rates der Gemeinden und Regionen Europas (RGRE) und als stellvertretender Vorsitzender des deutsch-polnischen Ausschusses des RGRE.

## Ehrungen
- 1982 Bundesverdienstkreuz am Bande.
- 2001 Kreisverbandsmedaille des Deutschen Roten Kreuzes (Kreisverband Rhein-Erft) für ehrenamtliche Tätigkeit als Vorsitzender des Stadtverbandes Erftstadt.
- 2005 Goldene Ehrennadel der Christlich-Demokratischen Arbeitnehmerschaft.